# Green Coca-Cola Bottles
 (mai 2016).
Si vous disposez d'ouvrages ou d'articles de référence ou si vous connaissez des sites web de qualité traitant du thème abordé ici, merci de compléter l'article en donnant les références utiles à sa vérifiabilité et en les liant à la section « Notes et références ».
Green Coca-Cola Bottles est une sérigraphie sur toile du peintre américain Andy Warhol achevée en 1962 et exposée aujourd'hui au Whitney Museum of American Art à New York. Le tableau représente cent douze bouteilles de Coca-Cola vertes.

## Description
La hauteur du tableau est égale à 144,8 cm. Sept rangées de trente bouteilles y sont  représentées. Par conséquent, la taille d’une bouteille est égale à 144,8 / 7 = 20,7 cm, soit environ 21 cm. Andy Warhol a donc choisi de peindre les bouteilles de Coca-Cola dans leurs dimensions réelles. Il utilise la perspective pour créer une illusion ; cela peut être une œuvre d'art mais aussi un message publicitaire.
Green Coca-Cola Bottles est une sérigraphie sur toile de dimension 209,55 × 144,8 cm. Andy Warhol se sert donc d’une technique traditionnelle depuis la Renaissance. Il joue avec les apparences en créant la confusion entre peinture (toile, figures) et affiche, entre art traditionnel et publicité en restant entre les deux. Cependant la manière de représenter l’objet évoque la précision et la neutralité de la photographie.
L’artiste reprend un seul sujet sur toute sa toile, une bouteille de Coca-Cola en verre. Des bouteilles identiques, pleines, vides, plus ou moins remplies et bien rangées comme dans une usine ou un supermarché qui couvrent le tableau dans son intégralité. Bien que la sérigraphie permette des impressions identiques, Andy Warhol différencie chaque exemplaire en variant l'impression, les recouvrements de couleurs, l'alignement et en additionnant les imperfections. Il s’agit donc d’une toile figurative mais sa facture n’a rien d’une œuvre d’art classique.
La mise en scène du tableau évoque les techniques publicitaires qu’Andy Warhol connaissait bien. Son originalité fut d’introduire le langage de la publicité dans une œuvre qui, par son format et parce qu’elle est exposée dans un musée, s’affiche comme une œuvre d’art majeur.
Les sociétés occidentales, à commencer par la société américaine, sont marquées, après la Seconde Guerre mondiale, par une croissance économique sans précédent, les « Trente Glorieuses ». Les États et les citoyens s’enrichissent, le niveau de vie s’améliore, les produits de consommation courante inondent les supermarchés qui naissent aux États-Unis dans les années 1950. C’est l’ère de l’abondance et de la publicité qui incite les citoyens à consommer toujours plus. Le tableau symbolise cette société, le Coca-Cola étant la boisson américaine la plus répandue et la plus connue à travers le monde dès cette époque.
Cette œuvre a été peinte en 1962 et est aujourd’hui exposé au « Whitney Museum of American Art » à New York.
Andy Warhol donne l’impression de chercher ici à reproduire, le plus fidèlement possible, un objet : la bouteille en verre de Coca-Cola. C’est un tableau qui représente une réalité froide, anonyme, monotone du fait de la répétition. Le sujet n’est pas unique ; il est démultiplié et perd de sa singularité et de son originalité. On pourrait donc croire, au premier abord, que l’artiste disparaît derrière une représentation quasi industrielle d’un objet. Il n’est plus artiste mais technicien, artisan.
Cependant l’objet choisi devient paradoxalement une icône. L’œuvre fait réfléchir le spectateur sur sa consommation et la société qui l’entoure. Dans son apparente neutralité, elle peut donc apparaître soit comme une critique, soit comme une glorification de la société de consommation.